# Чурилов, Константин Викторович
Константи́н Ви́кторович Чури́лов (род. 28 апреля 1982, Лазарев) — российский боксёр, представитель полусредней весовой категории. Выступал за сборную России по боксу в первой половине 2000-х годов, победитель Кубка мира, серебряный и бронзовый призёр национальных первенств. На соревнованиях представлял Хабаровский край, мастер спорта России международного класса.

## Биография
Константин Чурилов родился 28 апреля 1982 года в посёлке городского типа Лазарев Николаевского района Хабаровского края. Впоследствии переехал на постоянное жительство в Комсомольск-на-Амуре, здесь в 1996 году в возрасте четырнадцати лет начал заниматься боксом. Проходил подготовку в комсомольской школе бокса «Ринг 85» под руководством тренеров Старовойтова, А. Михайленко и С. И. Гондуркаева.
Впервые заявил о себе в 2001 году, выиграв бронзовую медаль в зачёте полусредней весовой категории на чемпионате России в Саратове. Год спустя на всероссийском первенстве в Ростове-на Дону стал серебряным призёром, уступив в финале местному боксёру Дмитрию Павлюченкову. Тогда же вошёл в основной состав российской национальной сборной и одержал победу на Кубке мира среди нефтедобывающих стран — за это выдающееся достижение был удостоен почётного звания «Мастер спорта России международного класса».
В 2003 году Чурилов выиграл зимний чемпионат России «Олимпийские надежды» и был третьим на чемпионате России в Ульяновске, ещё через год на аналогичных соревнованиях в Самаре вновь получил бронзу — на стадии полуфиналов потерпел поражение от представителя Волгоградской области Олега Комиссарова. Последний раз показал сколько-нибудь значимый результат на всероссийском уровне в сезоне 2005 года, когда на чемпионате страны в Магнитогорске добавил в послужной список ещё одну награду бронзового достоинства — на сей раз в полуфинале уступил титулованному Александру Леонову.
После завершения спортивной карьеры работает тренером по боксу в городе Большой Камень Приморского края.